# Kalligrammula karatavica
Kalligrammula karatavica là một loài côn trùng trong họ Kalligrammatidae thuộc bộ Neuroptera. Loài này được Martynova miêu tả năm 1947.